# Adriaan Hack

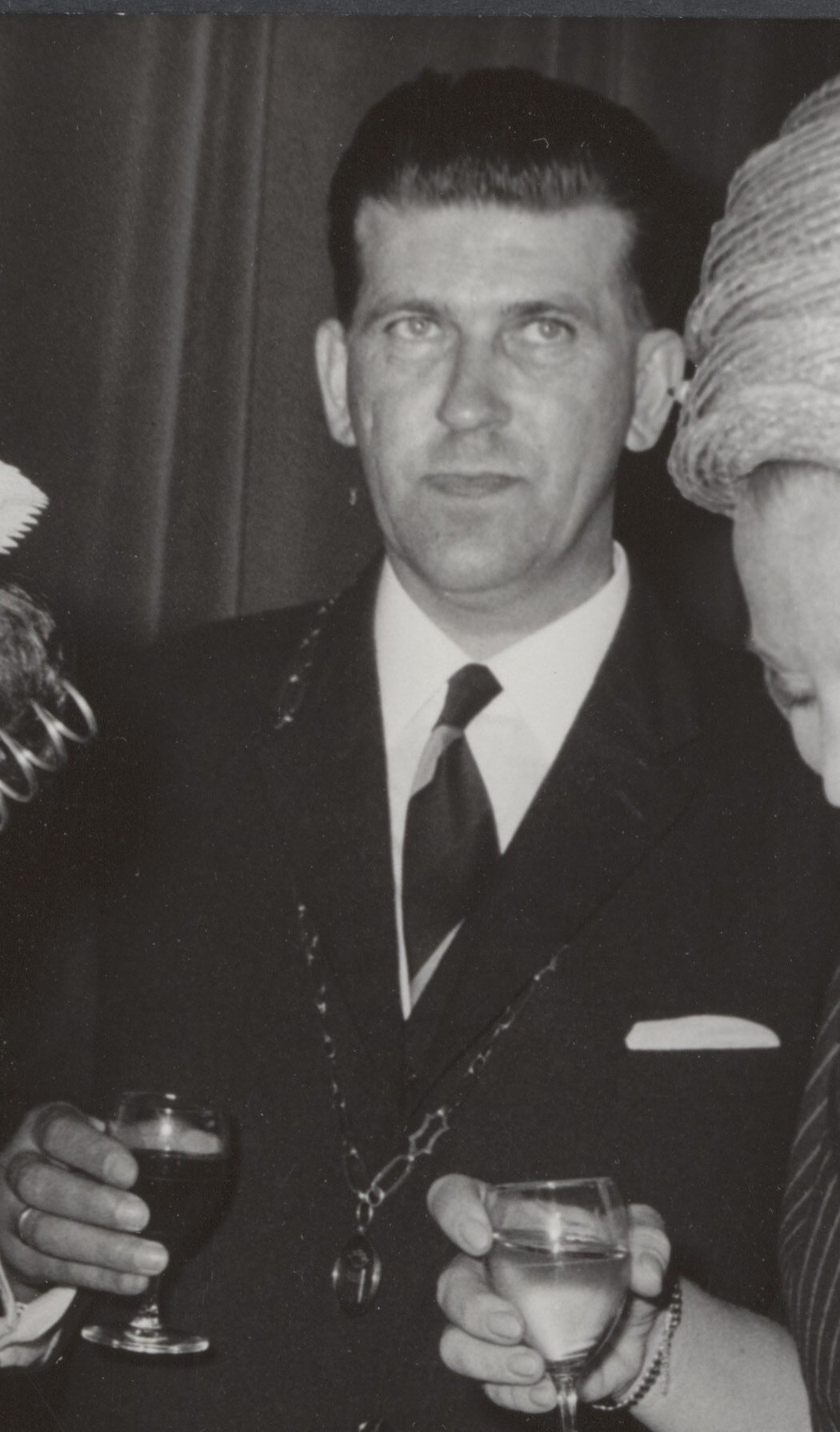
Burgemeester A. Hack (1965)

Adriaan Hack (Vlissingen, 1 juli 1923 – Terneuzen, 14 juni 2000) was een Nederlands politicus van de CHU en later het CDA.
Hij werd geboren als zoon van een politie-inspecteur en groeide op in Terneuzen waar hij aan het Petrus Hondius Lyceum de 5-jarige hbs doorliep. Na de bevrijding van het oosten van Zeeuws-Vlaanderen in september 1944 werd hij volontair bij de gemeentesecretarie van Terneuzen. In 1945 kreeg hij een vaste aanstelling als ambtenaar bij de gemeentesecretarie van Biervliet. Hack bracht het daar tot commies voor hij in februari 1954 J.A. Kouman opvolgde als gemeentesecretaris van Rilland-Bath. Daar was hij verder onder ander secretaris van de plaatselijke kiesvereniging van de CHU. In oktober 1960 volgde zijn benoeming tot burgemeester van Arnemuiden.
Nadat Pieter Beelaerts van Blokland burgemeester van Vianen was geworden werd Hack in juni 1967 tevens waarnemend burgemeester van Wolphaartsdijk. Die extra functie behield hij totdat Wolphaartsdijk op 1 januari 1970 opging in de gemeente Goes.
In juni 1974 werd Hack burgemeester van Veere als opvolger van Adrie de Kam, die burgemeester van Axel was geworden. In december 1981 volgde Hack opnieuw De Kam op en werd hij de burgemeester van Axel, wat hij tot zijn pensionering in 1988 zou blijven.
Hack overleed in de zomer van 2000, na langdurig ziek te zijn geweest, op 76-jarige leeftijd in zijn woonplaats Terneuzen.